# Johannes Althusius
Johannes Althusius (født ca. 1557, død 12. august 1638) var en tysk calvinist og jurist, som er født i Diedenhausen og døde i  Emden.

## Kontraktteori
Johannes Althusius kontraktteori fra hans værk "Politica Methodice Digesta, Atque Exemplis Sacris et Profanis Illustrata"(1603) bygger på menneskelige grupperinger, og ikke på religion. Kontrakten er tænkt som en forklaring på sociale grupperinger og forholdet mellem de herskende og deres undersåtter. De sociale grupperinger kan opdeles efter deres respektive profession, lokalsamfund, geografiskeplacering, familie, samt stat. Disse har alle forskellige opgaver og forpligtelser som dannes ud fra forskellige kontraktslige forhold.  Suveræniteten vil altid ligge hos folket, dvs. de gejstlige, adelen, bønderne og købmændene, og aldrig hos individet. Herskeren får sin magt overdraget fra folket, ud fra et gensidigt kontraktmæssigt forhold.
Dette er forklaringen på at herskeren har magten, men at folket altid har suveræniteten. 